# Catimbó

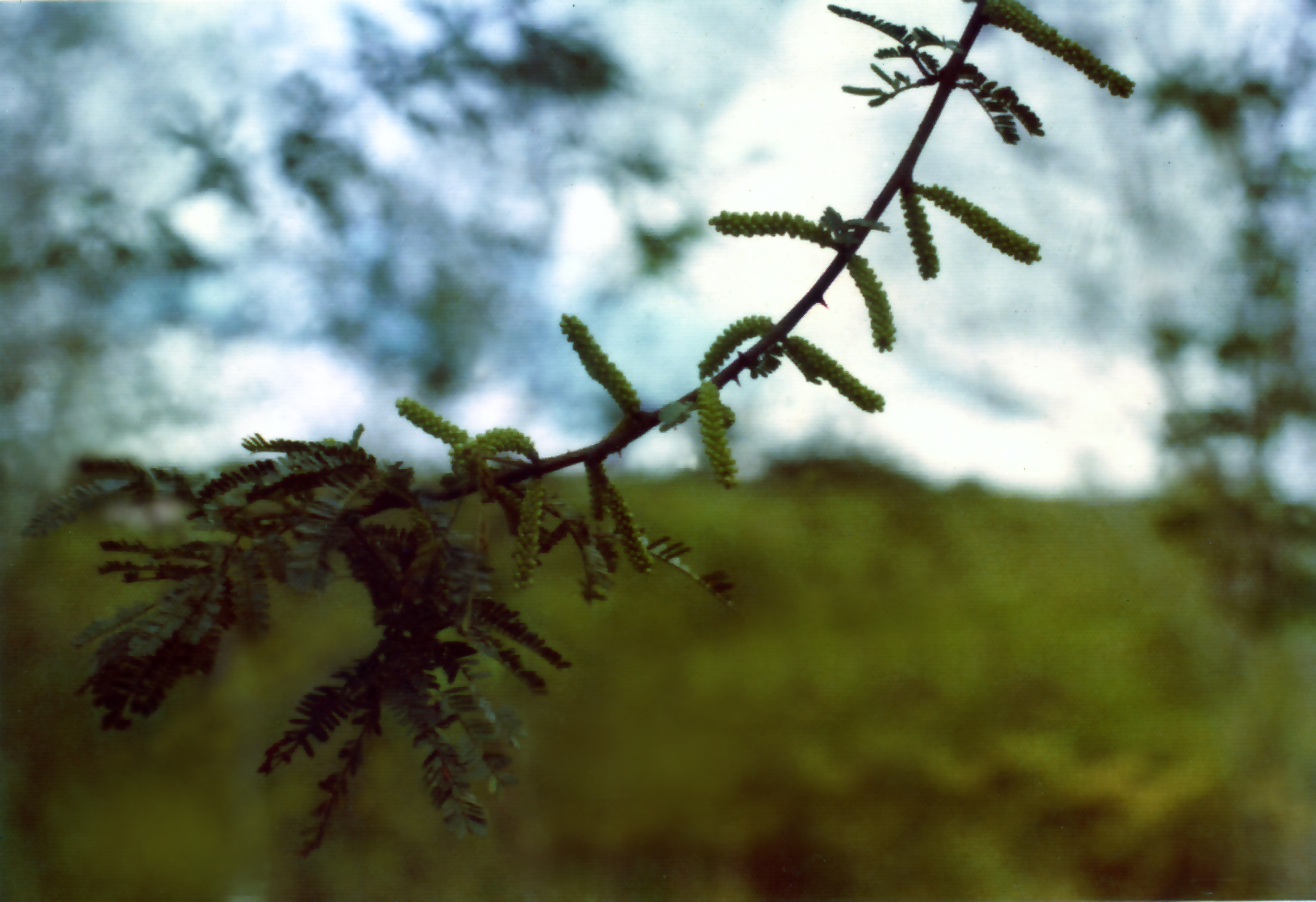
Galho da Jurema (Mimosa hostilis). Nesta planta nativa do nordeste brasileiro, há uma grande concentração da substância dimetiltriptamina ou DMT, responsável por seus efeitos psicoativos.

Catimbó é um dos nomes que identificam um conjunto específico de atividades cultuais e mágico-religiosas, além de aspectos míticos, cosmológicos e teológicos originários dos nativos da Região Nordeste do Brasil - elementos que compõem o que alguns pesquisadores consideram ser uma das mais antigas religiões brasileiras: o também chamado "Catimbó-Jurema", "Jurema", "Jurema sagrada" e "Culto aos Senhores Mestres".
Alguns dos primeiros cronistas e aventureiros europeus que passaram pelo Brasil, tomaram nota de diversos costumes e práticas indígenas, tanto entre os nativos do litoral (Tupi) quanto entre os do interior (genericamente chamados "Tapuia"). Entre os indígenas do Nordeste, observaram o já citado uso da fumaça de Tabaco para diversos fins; tomaram nota do "beber jurema" e dos atualmente chamados "transes mediúnicos" (em que seres espirituais se manifestavam através de pajés), da evocação de espíritos, etc. Fica claro que houve, anterior ao século XVI, entre os nativos do Nordeste brasileiro, um contato íntimo, transcendente e trans pessoal, com a Natureza e suas energias - contato que resultou em uma série de concepções, "ciências", crenças e vivências que de certa forma foram herdadas pelo Catimbó-Jurema contemporâneo.
Deixemos claro que não há um modelo, padrão ou forma exclusiva de se vivenciar o Catimbó. Existem verdadeiras famílias, linhagens que preenchem a Tradição, todas com elementos comuns que as interconectam, mas com características próprias que as tornam singulares. As famílias mais antigas, logicamente, são os grupos indígenas que, malgrado o violento processo colonizador que alcançou o Nordeste a partir do século XVI, resistiram às catequeses e mantiveram seus "cultos à Jurema", mesmo com influxos europeus e africanos mais ou menos presentes em seus rituais.
Desde o século XVI ocorreram fusões entre rituais e crenças indígenas e católicas. As famílias do sertão praticavam seus cultos com a preparação de mesas com santos, crucifixos e velas, possivelmente em baixo de arvores frondosas que pertenciam aos terrenos (terreiros) da caatinga, assim como perante grandes rochas outrora consideradas sagradas. Entre os séculos XVI e XVII surgiram as primeiras expressões do que pode ser considerado um proto-catimbó: as "Santidades" - manifestações híbridas católico-indígenas de espiritualidade. Os catimbós do sertão, por sua vez, são marcados por forte presença de elementos católicos (ao que parece, no território do Rio Grande do Norte, devido a inexistência de um porto para a chegada de escravos africanos durante o período colonial e à consequentemente pequena presença de negros - se comparado ao Recife e à Bahia - os catimbós mais antigos agregaram pajelança, catolicismo popular, bruxaria e feitiçaria ibérica, assim como alguns poucos traços de cabala judaica e Quimbanda).
Em outras regiões do Nordeste, em que a presença africana durante o período colonial foi muito relevante, vemos surgir famílias de juremeiros nas quais elementos africanos se destacam em suas práticas, formas de cultuar as entidades, imaginário, cosmologias e teologias. Os conhecimentos indígenas se agregaram, fundiram, à "ciência" de origem africana, trazida pelos negros que foram escravizados. Africanos de distintas nações se identificaram com o Catimbó por ser essa uma religião que cultua e dialoga com a Natureza, assim como Orixás e Voduns africanos também estão ligados à Natureza.
Por último, é importante destacar que o Catimbó, ao contrário do que muitos acreditam, não é um adendo ou apêndice da Umbanda, do Candomblé, do Santo Daime ou de qualquer outra Tradição espiritualista, mágica ou religiosa. Embora possa existir em paralelo e em íntima comunhão com outros cultos e religiões, o Catimbó é uma Tradição independente, que possui dogmas, preceitos, princípios e liturgias próprios.
A Jurema (Mimosa hostilis), nativa do agreste e sertão nordestinos, é um arbusto Fabáceo, do qual se fabrica uma série de banhos, defumadores e bebidas que na Tradição recebem o mesmo nome da planta. Essas bebidas, geralmente comungadas nos rituais, também conhecidas como Vinho da Jurema, são preparadas de maneira reservada pelos juremeiros que as consideram sagradas. A ingestão da Jurema, em conjunto com os toques, as cantigas rituais do catimbó, é capaz de provocar um estado de transe profundo, interpretado pelos Catimbozeiros como a incorporação dos Mestres da Jurema - quando uma entidade espiritual atua através dos veículos físicos e emocionais do adepto - assim como a visita aos Reinos, Cidades e Aldeias dos mundos espirituais da Jurema Sagrada (quando o adepto, expandindo sua consciência, alcança o estado de enteogenia e passa a comungar da Natureza Íntima, transcendental, do Mistério da Jurema).
Estas entidades espirituais, que habitariam o Mundo Encantado ou Juremá, teriam sido adeptos do Catimbó que, ao morrerem, se "encantaram", ou seja, foram transportados a este estamento espiritual, de onde poderiam atender aos vivos pela realização de curas e aconselhamento, desde que para tal fossem requeridos através da incorporação ou evocação de suas Forças.

## Conceito

### Terminologia
O termo catimbozeiro é usado para designar os adeptos do catimbó, embora, ofensivamente, também possa referir-se a qualquer praticante de magia negra, Candomblé ou Quimbanda. O vocábulo Juremeiro, também pode, embora erroneamente, referir-se aos praticantes de catimbó; entretanto, em linhas gerais, o tratamento é destinado ao indivíduo que, além do culto a Jurema, é devoto dos orixás do panteão africano, integrando, assim, a nação Xambá ou Xangô. Ademais, diversos credos distintos fazem uso dos efeitos enteógenos da Jurema, embora nenhum deles possa, de fato, ser considerados Catimbó.

## Origem do culto
O culto à árvore da Jurema remonta a tempos imemoriais, anteriores, inclusive à colonização portuguesa na América. A altura, diversas tribos indígenas da atual Região Nordeste do Brasil, reverenciavam a Jurema por suas propriedades psicoativas, inserido-a em diversos ritos de comunicação com as divindades de seu panteão através do transe, alguns dos quais ainda preservados pelas comunidades da região. O Toré, uma forma específica de culto à Jurema, é, por vezes a única forma de identificação cultural remanescente entre os ameríndios do Nordeste.
Esta variedade de cultos, entretanto, foi severamente reduzida por ocasião do contato europeu, de forma que a tradição da Jurema sagrada teve de ser adaptada aos preceitos católicos, devido à forte repressão colona aos cultos considerados pagãos. Assim, o vasto panteão aborígene foi gradualmente suprimido, sendo adotado, nos rituais da população cabocla, as mesmas deidades do catolicismo tradicional. O culto aos antepassados, porém, por sua grande influência, foi mantido e, ademais, adaptado à realidade dos Mestres da Jurema.

## Entidades espirituais
O Catimbó, assim como a maior parte das religiões xamânicas, é considerado um culto de transe, no qual as entidades, conhecidas como Mestres, se utilizariam o corpo do Catimbozeiro e, momentaneamente, tomariam todos os domínios básicos do organismo. Semelhante ao que ocorre na Umbanda, onde os espíritos se organizam em direita e esquerda conforme a natureza positiva ou negativa que possuam, mas trabalhando de acordo com a vontade do médium, os Mestres são relativamente neutros, podendo operar tanto boas quanto más ações. Tais Mestres seriam figuras ilustres do Catimbó, que, quando vivos, teriam realizado diversos atos de caridade por intermédio do uso de ervas e propriedades xamânicas, de modo que por ventura de sua morte, teriam sido transportados a uma das Cidades místicas do Juremá, localizada nas imediações de um arbusto de Jurema plantado pelo Mestre anteriormente a seu falecimento.

### Caboclos da Jurema
Subordinados aos mestres, encontram-se as entidades conhecidas como Caboclos da Jurema. Esta forma de espírito ancestral, representa os pajés e guerreiros indígenas falecidos, envidados ao Mundo Encantado de forma a auxiliarem os Mestres na realização de boas obras. Os Caboclos são sempre invocados no início do culto, antes mesmo da incorporação seus superiores. Estes seres espirituais, seriam os responsáveis pela prescrição de ervas medicinais, banhos e rezas que afastariam o mau-olhado e o infortúnio.

## Estrutura do Juremá
O universo espiritual do catimbó não segue o mesmo padrão estamental do catolicismo (de onde se origina as crenças de céu, inferno e purgatório) . O Juremá, é a cidade onde habitariam os Mestres da Jurema e seus subordinados. Segundo a crença, o Juremá seria composto de uma profusão de aldeias, cidades e estados, os quais trariam um organização hierárquica, envolvendo todas as entidades Catimbozeiras, tais como caboclos da jurema e encantados, sob o comando de um ou até três Mestres.
| “ | Cada aldeia tem 3 Mestres. Doze aldeias fazem um estado com 36 Mestres. No Estado ha cidades, serras, florestas, rios. Quantos são os estados? 7 segundo uns: Vajucá, Tigre, Cadindé, Urubá, Juremal, Fundo do Mar e Josafá. Ou cinco ensinam outros: Vajucá, Juremal, Tanema, Urubá e Josafá. | ” |